# 葛飾神社

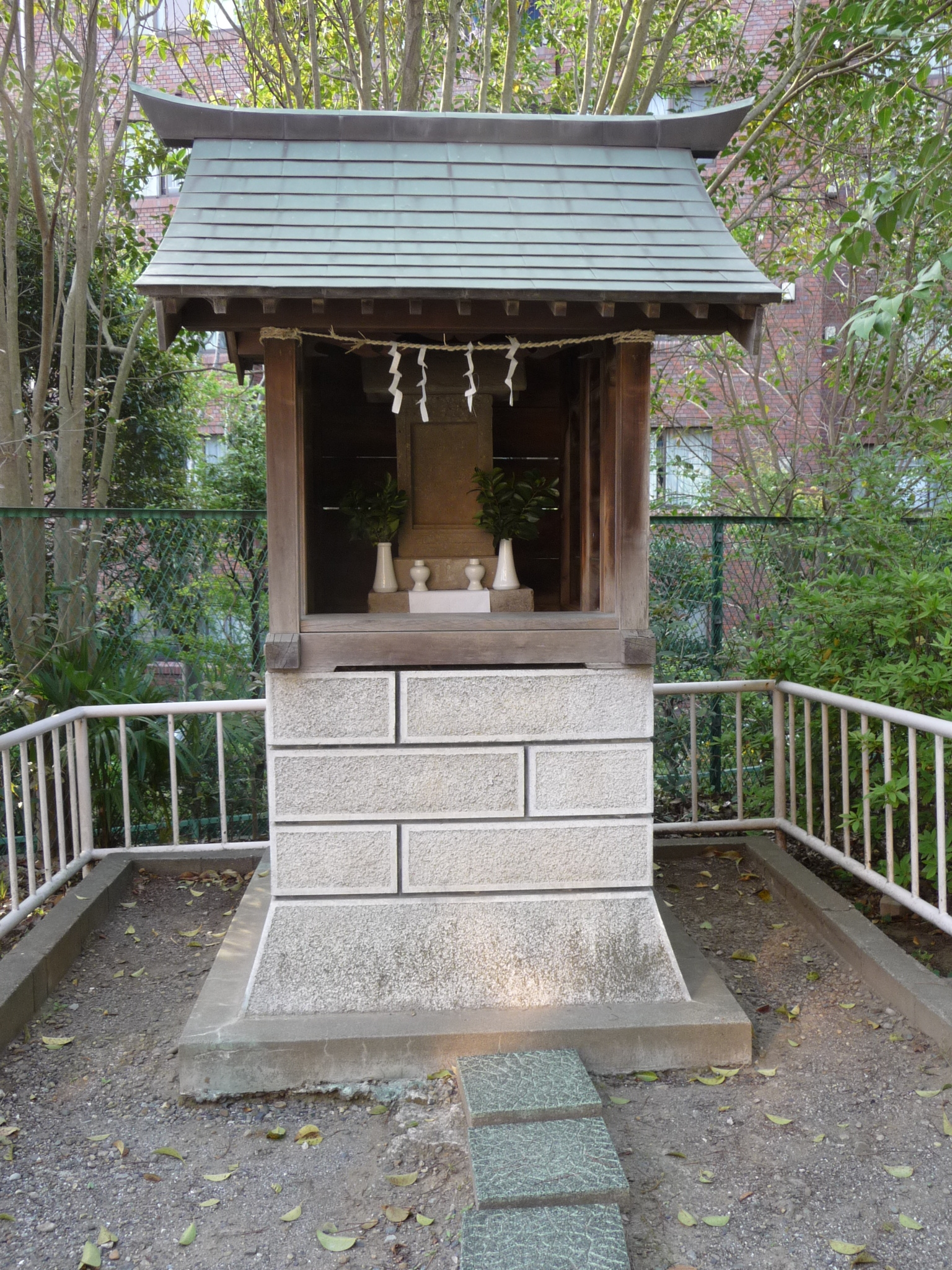
「奉勧請葛飾大明神」と刻まれる石碑を納めた合祀以前の祠 2009年4月19日撮影）

葛飾神社（かつしかじんじゃ）は、千葉県船橋市にある神社。

## 祭神
瓊瓊杵尊、彦火火出見尊、熊野大神を祭神とする。

## 歴史
葛飾と付く地名は多いが、「葛飾」とは葛（カズラ）が繁り、それに飾られた豊かで美しい土地を意味する。『和名類聚抄』には葛飾郡栗原郷が記され、熊野大神を祀る「熊野神社」が勝間田の池（現：勝間田公園）傍の西側の丘にあった。
一方、「葛飾神社元宮」（または「葛飾大明神」・「葛飾明神」）の祠が元の位置の近傍とされる船橋市立葛飾中学校北側の児童公園（印内公園）に並んであり、元宮の御手洗の井戸と呼ばれた「葛羅（かずら）の井」も近くにある。文化年間（1804年 - 1818年）に再建された鳥居の「額束（がくづか）」には「一郡惣社 葛飾宮 新田末裔徳純慎書」と刻まれ、この元宮は葛飾郡の総社と崇められたようで、現在の当神社はこれを引き継いだものである。大正5年（1916年）、元宮を熊野神社へ合祀して現社名「葛飾神社」と改称、その時に村社に列した。

## 境内
階段上の境内は24坪と広くはないが周りに「船橋名木10選」のクロマツが数本ある。国道14号に面し、成田街道と呼ばれた時代から成田山新勝寺への参拝や佐倉街道へと往来する人から白眉（はくび）の松の一つとして親しまれている。

## 交通
最寄駅は東日本旅客鉄道、東京地下鉄、東葉高速鉄道の西船橋駅または京成電鉄の京成西船駅。